# Драфт НБА 1973 года
27-й драфт НБА 1973 года прошёл 24 апреля и 5 мая в Нью-Йорке. На этом драфте 17 команд НБА по очереди выбирали баскетболистов-любителей из американских колледжей и других подходящих игроков, в том числе из других стран. Первые два выбора принадлежали командам, которые финишировали в прошлом сезоне последними в своих конференциях, порядок выбора определялся подбрасыванием монеты. «Филадельфия Севенти Сиксерс» выиграла этот спор и получила первый общий выбор, а «Портленд Трэйл Блэйзерс» - второй. Оставшиеся раунды первого раунда и последующие раунды были отданы командам в обратном порядке по результатам их выступлений в предыдущем сезоне. Ещё до драфта «Балтимор Буллетс» переехали в Лэндовер, штат Мэриленд, и переименовались в «Кэпитал Буллетс». «Филадельфия Севенти Сиксерс» получила дополнительный выбор в первом раунде в качестве компенсации, когда «Сиэтл Суперсоникс» подписал контракт с Джоном Брискером.
Игрок, который закончил четырёхгодичное обучение в колледже, имел право участия на драфте. Если игрок рано покинул обучение в колледже, он не имел право участия в драфте до окончания учёбы. Перед драфтом было объявлено, что 11 игроков, незакончивших колледж, допущены для участия на драфте в соответствии с правилом «лишения». Эти игроки предоставили свидетельства о финансовых трудностях лиги, в которой они выступали, мешающих им начать зарабатывать на жизнь и просили дать право позволить начать свою профессиональную карьеру раньше. Драфт состоял из 20 раундов, в которых приняли участие 211 игроков.
Это был последний драфт НБА, продолжавшийся до последнего раунда, или до тех пор, пока у команд не закончатся проспекты. Начиная со следующего драфта до 1984 года количество раундов было сокращенно до 10.
Под первым номером «Филадельфией» был выбран Даг Коллинз, после окончания карьеры он тренировал «Чикаго Буллз», «Детройт Пистонс», «Вашингтон Уизардс» и «Филадельфию». Второй номер драфта, Джим Брюэр, стал чемпионом НБА в 1982 и обладателем Кубка чемпионов ФИБА (ныне - Евролига) в 1983. Эрни ДиГрегорио, выбранный под третьим номером, стал лучшим новичком года в этом сезоне.
Майк Д'Антони, 20-й номер драфта, сыграл только четыре сезона в НБА и АБА, после чего уехал в Италию, где провёл 13 сезонов за «Милан», с которым выиграл пять Чемпионатов Италии и два Кубка чемпионов ФИБА. Также он тренировал «Милан», «Бенеттон», «Денвер Наггетс», «Финикс Санз», «Нью-Йорк Никс» и «Лос-Анджелес Лейкерс», в настоящее время - главный тренер «Хьюстон Рокетс». Он дважды стал тренером года НБА (2005 и 2017).
Джордж МакГиннис, который был выбран под 22-м номером, является единственным игроком этого драфта, который был выбран как в Сборную всех звёзд НБА, так и на Матч всех звёзд НБА. 76-й номер драфта, Эм-Эл Карр, выиграл чемпионат НБА с «Бостон Селтикс» в 1981 и 1984 годах. Карр позже стал главным тренером «Селтикс» на два сезона в 1990-х годах.
В пятом раунде «Лос-Анджелес Лейкерс» выбрал под 84-м номером Крешимира Чосича из Университета Бригама Янга. Тем не менее, он решил вернуться в Югославию после обучения в колледже. Чосич имел успешную карьеру в Европе, выиграв множество клубных и личных титулов, а также шесть золотых медалей со сборной Югославии. За свои достижения он был введён в Зал славы баскетбола и в Зал славы ФИБА. «Атланта Хокс» выбрала под 79-м номером Дейва Уинфилда, который играл в бейсбол и баскетбол в Университете Миннесоты. Он также участвовал в драфтах трёх других крупных спортивных лиг США: МЛБ, НФЛ и АБА. Он выбрал бейсбол и провёл 22 сезона в МЛБ.
На этом драфте участвовали пять игроков сборной США, принимавших участие в нашумевшем финале Олимпийских игр 1972 года против сборной СССР. Это Даг Коллинз, Джим Брюэр, Эд Рэтлефф, Майкл Бантом и Дуайт Джонс.

## Драфт

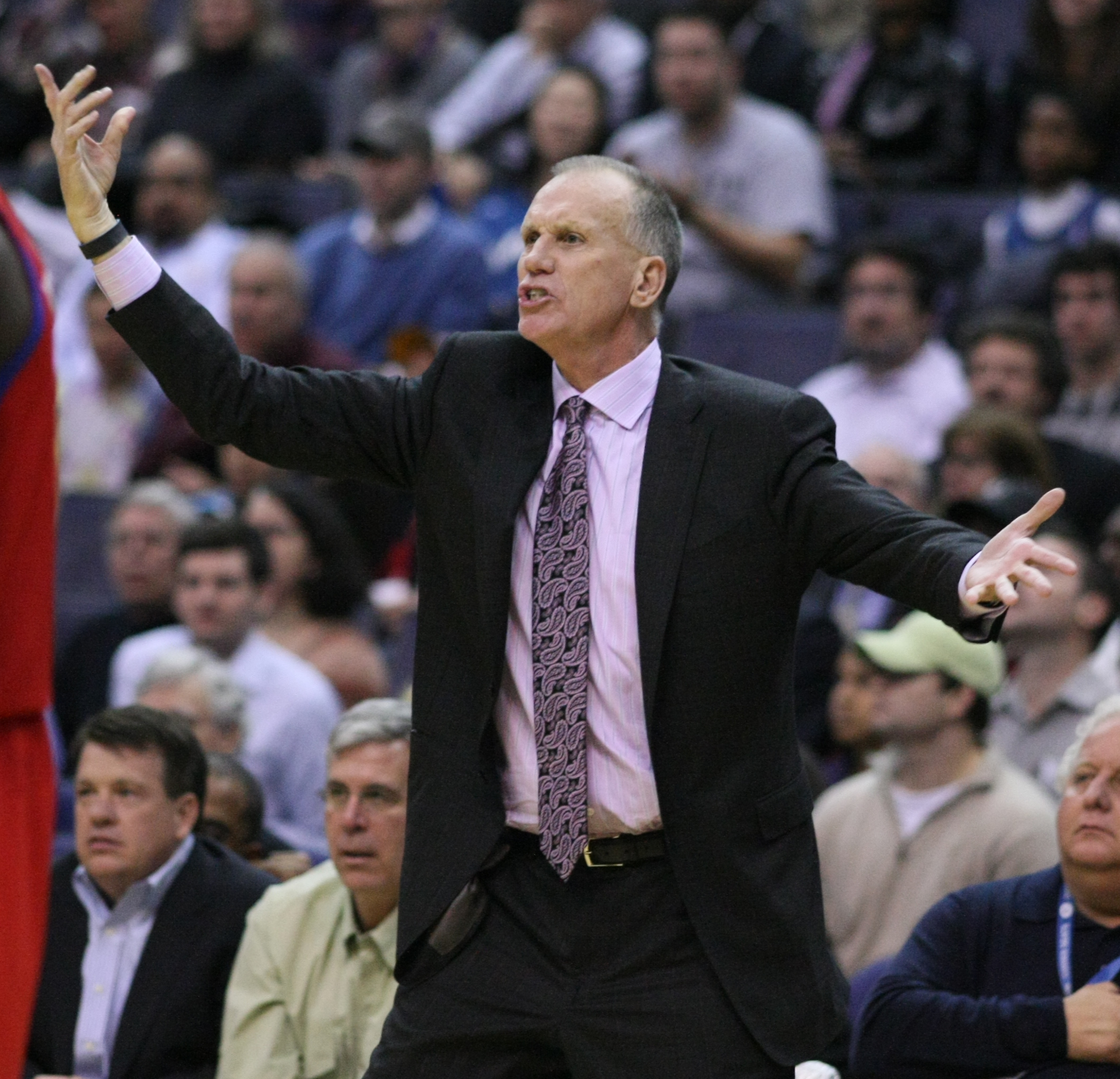
Дуг Коллинз, 1-й номер драфта

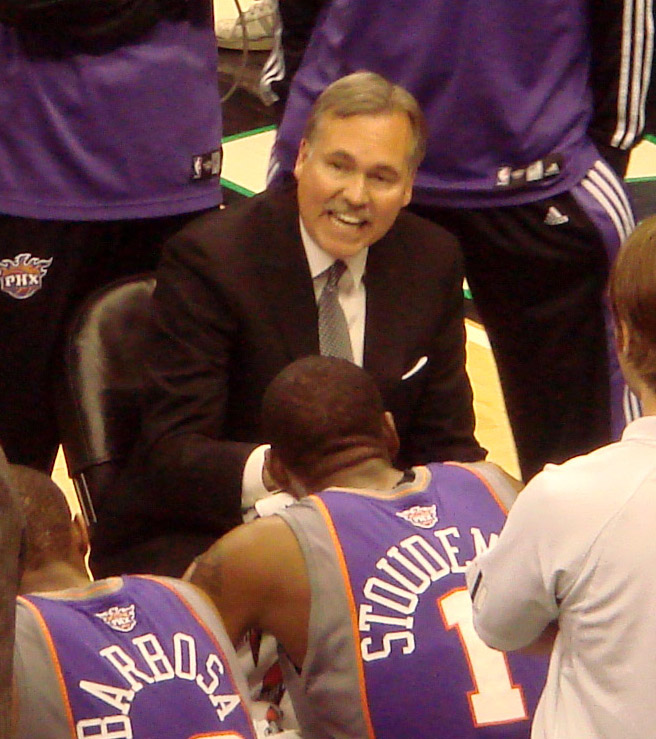
Майкл Д’Антони, 20-й номер драфта

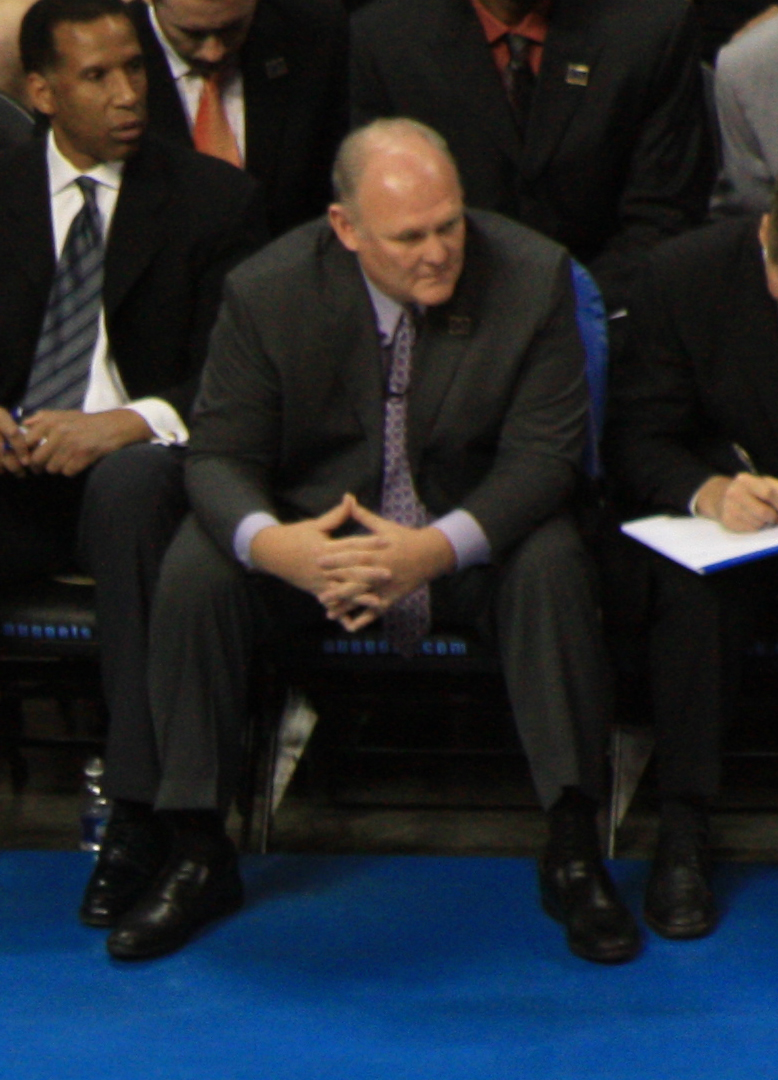
Джордж Карл, 66-й номер драфта

| З | Защитник | РЗ | Разыгрывающий защитник | АЗ | Атакующий защитник | Ф | Форвард | ЛФ | Лёгкий форвард | ТФ | Тяжёлый форвард | Ц | Центровой |

|  | Игроки, выбранные в Зал славы баскетбола                   |
|  | Участники Матча всех звёзд и игроки сборной всех звёзд НБА |
|  | Участники Матча всех звёзд                                 |
|  | Игроки сборной всех звёзд                                  |
|  | Баскетболисты, не игравшие в НБА                           |

| Раунд | № драфта | Игрок            | Позиция | Национальность    | Команда НБА                                               | Школа/Университет/Клуб            |
| ----- | -------- | ---------------- | ------- | ----------------- | --------------------------------------------------------- | --------------------------------- |
| 1     | 1        | Даг Коллинз      | З/Ф     | США               | Филадельфия 76                                            | Иллинойс Стэйт (4-й курс)         |
| 1     | 2        | Джим Брюэр       | Ф/Ц     | США               | Кливленд Кавальерс (из Портленда)                         | Миннесота (4-й курс)              |
| 1     | 3        | Эрни ДиГрегорио  | З       | США               | Баффало Брейвз                                            | Провиденс (4-й курс)              |
| 1     | 4        | Майк Грин        | Ц/Ф     | США               | Сиэтл Суперсоникс                                         | Луизиана Тек (4-й курс)           |
| 1     | 5        | Кермит Вашингтон | Ф/Ц     | США               | Лос-Анджелес Лейкерс (из Кливленда)                       | Американский (4-й курс)           |
| 1     | 6        | Эд Рэтлефф       | Ф/З     | США               | Хьюстон Рокетс                                            | Лонг Бич Стэйт (4-й курс)         |
| 1     | 7        | Рон Бехаген      | Ф/Ц     | США               | Канзас-Сити-Омаха Кингз                                   | Миннесота (4-й курс)              |
| 1     | 8        | Майк Бантом      | Ф/Ц     | США               | Финикс Санз                                               | Сент-Джозефс (4-й курс)           |
| 1     | 9        | Дуайт Джонс      | Ф/Ц     | США               | Атланта Хокс (из Детройта)                                | Хьюстон (3-й курс)                |
| 1     | 10       | Джон Браун       | Ф       | США               | Атланта Хокс                                              | Миссури (4-й курс)                |
| 1     | 11       | Кевин Джойс      | З       | США               | Голден Стэйт Уорриорз                                     | Южная Каролина (4-й курс)         |
| 1     | 12       | Кевин Каннерт    | Ц/Ф     | США               | Чикаго Буллз                                              | Айова (4-й курс)                  |
| 1     | 13       | Ник Уизерспун    | Ф       | США               | Кэпитал Буллетс                                           | Иллинойс (4-й курс)               |
| 1     | 14       | Мел Дэвис        | Ф       | США               | Нью-Йорк Никс                                             | Сент-Джонс (4-й курс)             |
| 1     | 15       | Барри Паркхилл   | З       | США               | Портленд Трэйл Блэйзерс (из Лос-Анджелеса через Кливленд) | Виргиния (4-й курс)               |
| 1     | 16       | Свен Нэйтер      | Ц       | Нидерланды        | Милуоки Бакс                                              | УКЛА (4-й курс)                   |
| 1     | 17       | Стив Даунинг     | Ц       | США               | Бостон Селтикс                                            | Индиана (4-й курс)                |
| 1     | 18       | Рэймонд Льюис    | З       | США               | Филадельфия 76                                            | Кал Стэйт Лос-Анджелес (2-й курс) |
| 2     | 19       | Луи Нельсон      | З       | США               | Кэпитал Буллетс (из Филадельфии)                          | Вашингтон (4-й курс)              |
| 2     | 20       | Майк Д'Антони    | З       | США · Италия      | Канзас-Сити-Омаха Кингз (из Баффало через Детройт)        | Маршалл (4-й курс)                |
| 2     | 21       | Аллан Бристоу    | Ф/З     | США               | Филадельфия 76 (из Портленда)                             | Виргиния Тек (3-й курс)           |
| 2     | 22       | Джордж МакГиннис | Ф/Ц     | США               | Филадельфия 76 (из Сиэтла)                                | Индиана Пэйсерс (АБА)             |
| 2     | 23       | Билли Шеффер     | Ф       | США               | Лос-Анджелес Лейкерс (из Кливленда)                       | Сент-Джонс (4-й курс)             |
| 2     | 24       | Кевин Стеком     | З       | США               | Чикаго Буллз (из Хьюстона)                                | Провиденс (4-й курс)              |
| 2     | 25       | Ларри МакНил     | Ф/З     | США               | Канзас-Сити-Омаха Кингз                                   | Маркетт (3-й курс)                |
| 2     | 26       | Аллан Хорняк     | З       | США               | Кливленд Кавальерс (из Финикса)                           | Огайо Стэйт (4-й курс)            |
| 2     | 27       | Том Ингелсби     | З       | США               | Атланта Хокс (из Детройта)                                | Вилланова (4-й курс)              |
| 2     | 28       | Пэт МакФэрланд   | Ф/З     | США               | Нью-Йорк Никс (из Атланты)                                | Сент-Джозефс (4-й курс)           |
| 2     | 29       | Деррек Дики      | Ф       | США               | Голден Стэйт Уорриорз                                     | Цинциннати (4-й курс)             |
| 2     | 30       | Уэнделл Хадсон   | Ф       | США               | Чикаго Буллз                                              | Алабама (4-й курс)                |
| 2     | 31       | Джим Чоунс       | Ц/Ф     | США               | Лос-Анджелес Лейкерс (из Кэпитал)                         | Нью-Йорк Нетс (АБА)               |
| 2     | 32       | Колдуэлл Джонс   | Ц/Ф     | США               | Филадельфия 76 (из Нью-Йорка через Чикаго)                | Олбани (4-й курс)                 |
| 2     | 33       | Гэри Мелчионни   | З       | США               | Финикс Санз (из Милуоки через Филадельфию)                | Дьюк (4-й курс)                   |
| 2     | 34       | Джон Перри       | Ц       | США               | Лос-Анджелес Лейкерс                                      | Панамериканский (4-й курс)        |
| 2     | 35       | Фил Ханкинсон    | Ф       | США               | Бостон Селтикс                                            | Пенсильвания (4-й курс)           |
| 3     | 38       | Кен Чарльз       | З       | Тринидад и Тобаго | Баффало Брейвз                                            | Фордем (4-й курс)                 |
| 3     | 44       | Бо Ламар         | З       | США               | Детройт Пистонс                                           | Луизиана-Лафайетт (4-й курс)      |
| 3     | 50       | Ларри Кенон      | Ф       | США               | Детройт Пистонс (из Лос-Анджелеса)                        | Мемфис Стэйт (3-й курс)           |
| 3     | 51       | И-Си Коулмен     | Ф       | США               | Хьюстон Рокетс (из Милуоки)                               | Хьюстон Баптист (4-й курс)        |
| 4     | 55       | Бёрд Эверитт     | З       | США               | Портленд Трэйл Блэйзерс                                   | Пеппердайн (3-й курс)             |
| 4     | 66       | Джордж Карл      | З       | США               | Нью-Йорк Никс                                             | Северная Каролина (4-й курс)      |
| 5     | 76       | Эм-Эл Карр       | Ф       | США               | Канзас-Сити-Омаха Кингз                                   | Гилфорд (4-й курс)                |
| 6     | 96       | Джон Уильямсон   | З       | США               | Атланта Хокс                                              | Нью-Мексико Стэйт (3-й курс)      |
| 6     | 98       | Джонни Нейман    | З/Ф     | США               | Чикаго Буллз                                              | Миссисипи (4-й курс)              |
| 7     | 106      | Тим Бассетт      | Ф/Ц     | США               | Баффало Брейвз                                            | Джорджия (4-й курс)               |
| 9     | 138      | Харви Кэтчингс   | Ц/Ф     | США               | Филадельфия 76                                            | Гардин-Симмонс (4-й курс)         |

1. ↑  Майк Д'Антони родился в Соединенных Штатах, но выступал за сборную Италии.[21]
2. ↑  Комиссионер НБА Уолтер Кеннеди первоначально присудил четвёртый выбор «Сиэтла» в первом раунде драфта «Филадельфии» в качестве компенсации за Джона Брискера, который подписал контракт с «Сиэтлом», несмотря на то, что он был в списке переговоров «Филадельфии». Однако федеральный суд признал недействительным решение Кеннеди, постановив, что только Совет управляющих НБА имеет право сделать это. Впоследствии Правление решило присудить «Филадельфии» дополнительный выбор в первом раунде и выбор второго раунда «Сиэтла» в качестве компенсации. «Сиэтл» защитил четвёртый выбор. Кроме того, дата драфта, первоначально намеченная на 16 апреля, была перенесена на 24 апреля.[3]